# آن لیدل
آن لیدل (انگلیسی: Ann Little؛ ۷ فوریهٔ ۱۸۹۱ – ۲۱ مهٔ ۱۹۸۴) یک هنرپیشه اهل ایالات متحده آمریکا بود. وی بین سال‌های ۱۹۱۱ تا ۱۹۳۲ میلادی فعالیت می‌کرد.